# توقيت جامايكا
توقيت جامايكا (JAM) هو الوقت الرسمي في جامايكا. إنه دائمًا متأخر 5 ساعات عن التوقيت العالمي (ت ع م-05:00). جامايكا لديها منطقة زمنية واحدة فقط ولا تلتزم بالتوقيت الصيفي. خلال فصل الصيف ، يكون توقيت جامايكا هو نفسه التوقيت المركزي لأمريكا الشمالية, بينما يكون خلال فصل الشتاء أقرب إلى التوقيت الشرقي.

## قاعدة بيانات المنطقة الزمنية
في قاعدة بيانات المنطقة الزمنية, يوجد في جامايكا المنطقة الزمنية التالية:
- America/Jamaica (JM)